# Wierzchy (województwo opolskie)
Wierzchy (niem. Stoberbrück, do 1936 r. Wierschy) – wieś w Polsce, położona w województwie opolskim, w powiecie kluczborskim, w gminie Wołczyn.
Częścią miejscowości jest kolonia Niwy.

## Nazwa
Według niemieckiego językoznawcy Heinricha Adamy’ego nazwa miejscowości pochodzi od polskiej nazwy określającej "wierzch". W swoim dziele o nazwach miejscowych na Śląsku wydanym w 1888 roku we Wrocławiu jako starszą od niemieckiej wymienia on nazwę w polskiej formie - Wierzchy podając jej znaczenie "Dorf auf der Hohe" czyli po polsku "Wieś na górze, wierzchu". Niemcy zgermanizowali nazwę na Wierschy w wyniku czego utraciła ona swoje pierwotne znaczenie.
Ze względu na polskie pochodzenie nazistowska administracja III Rzeszy dnia 27 kwietnia 1936 r. w miejsce nazwy Wierschy wprowadziła nową, całkowicie niemiecką nazwę Stoberbrück. 12 listopada 1946 r. nadano miejscowości polską nazwę Wierzchy.

## Demografia
W 1925 r. w miejscowości mieszkało 577 osób, w 1933 r. 595 osób, a w 1939 r. – 1218.

## Historia
Do głosowania podczas plebiscytu uprawnionych było w Wierzchach 425 osób, z czego 309, ok. 72,7%, stanowili mieszkańcy (w tym 296, ok. 69,6% całości, mieszkańcy urodzeni w miejscowości). Oddano 421 głosów (ok. 99,1% uprawnionych), w tym 420 (ok. 99,8%) ważnych; za Niemcami głosowały 294 osoby (ok. 69,8%), a za Polską 126 osób (ok. 29,9%).
1 kwietnia 1939 r. do Wierzchów włączono miejscowość Szum.

## Zabytki

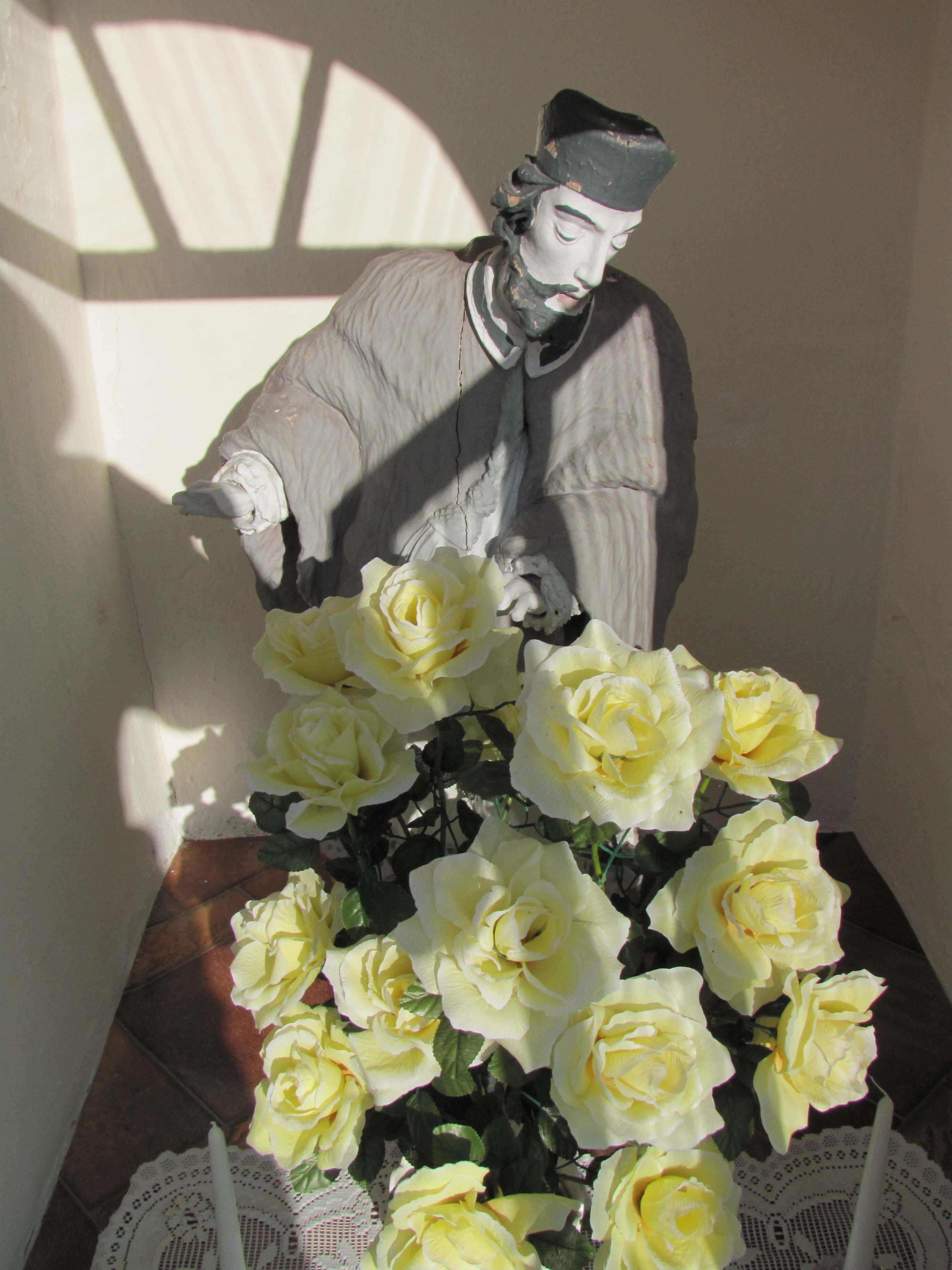
Rzeźba Jana Nepomucena w przydrożnej kapliczce

Katalog zabytków sztuki w Polsce z 1960 r. wymienia następujące zabytki w Wierzchach:
- kapliczka przydrożna z 1. połowy XIX wieku, murowana, otynkowana, kwadratowa w kształcie słupa o 2 kondygnacjach, z których górna jest węższa, wydzielona uskokiem; w dolnej kondygnacji nisza jest sklepiona kolebkowo, ujęta skromną dekoracją stiukową z festonami i gwiazdami; gzyms kostkowy; w górnej kondygnacji wnęki są zamknięte półkoliście; kapliczka posiada 2-spadowy dach kryty dachówką; wewnątrz znajduje się barokowo-ludowa rzeźba Jana Nepomucena[7].